# Jean François Sorbier
Pour les articles homonymes, voir Sorbier (homonymie).
Jean François Sorbier, né le 18 novembre 1744 à Saint-Quentin-la-Poterie, mort le 13 juin 1826 à Pougnadoresse, est un militaire français de la Révolution et de l’Empire.

## États de service
Il entre en service le 1er janvier 1767, comme élève surnuméraire à l'école du génie de Mézières, et il devient lieutenant en second le 1er janvier 1768. Il sort de l’école le 1er janvier 1770, avec le grade d’ingénieur ordinaire (lieutenant en premier) dans le corps du génie à Toulon.
Le 1er janvier 1777, il reçoit son brevet de capitaine, et il fait les campagnes d’Amérique de 1783 à 1784. De retour en France après le traité de Versailles, il est affecté à Corte puis à Antibes en 1784. En 1788, il rejoint Aigues-Mortes, et il est fait chevalier de Saint-Louis en 1791.
De 1792 à 1793, il sert aux armées du Rhin et de Rhin-et-Moselle. Durant cette période, il est chargé d’une reconnaissance importante dans le Porrentruy, et employé aux travaux du camp retranché sous Belfort, ainsi qu’à la défense du Haut-Rhin, des places de Neuf-Brisach et de Huningue. Le 13 septembre 1793, il se trouve au passage du Rhin près de Kemps, puis il va prendre la direction des travaux de la Queich, près de Germersheim. Il est nommé chef de bataillon le 6 novembre 1793, et il se voit confier la reconnaissance de Mannheim et le soin d’asseoir l’armée française devant Mayence. Il dirige les attaques de la tête de pont du Rhin, et conduit les opérations, avec autant d’intelligence que de bravoure, jusqu’au moment de la reddition de la place le 25 décembre 1794, ce qui lui vaut sa promotion au grade de chef de brigade le 30 décembre suivant.
Le 16 octobre 1795, il se trouve à l’affaire de Neckarau, à celle du plateau de la justice le 26 octobre suivant, et à la défense de l’attaque exécutée de vice force, sur Mannheim, par le général Wurmser dans la nuit du 29 au 30 octobre, attaque qui est repoussée après onze heures d’un combat acharné.
Le 27 novembre 1795, il devient sous-directeur des fortifications à Belfort, mais épuisé de fatigue, et hors d’état de monter à cheval, il quitte l’armée du Rhin, pour prendre provisoirement le poste de directeur des fortifications à Antibes le 22 septembre 1798. Le 5 septembre 1800, il reçoit l’ordre de se rendre à Toulon, pour en prendre la direction du génie, poste qu’il occupe jusqu’à la fin de l’an XIII. Il est fait chevalier de la Légion d’honneur le 11 décembre 1803, et officier de l’ordre le 14 juin 1804.
Le 1er juillet 1805, il est chargé de l’inspection des fortifications de Cette, Perpignan, Bayonne, Rochefort et La Rochelle. En 1806, il reçoit l’ordre d’aller prendre la direction des fortifications à Marseille, et il est créé chevalier de l’Empire le 26 avril 1810. Proposé pour la solde de retraite le 14 décembre 1811, il est admis à pension le 16 janvier 1812.
Il meurt le 13 juin 1826 à Pougnadoresse, ville dont il fut maire.

## Armoiries
| Armoiries | Nom du chevalier et blasonnement |
| --------- | --- |
|           | Chevalier Jean François Sorbier de Pougnadoresse et de l'Empire, lettres patentes du 26 avril 1810. Parti, au premier d'or à l'arbre de sinople terrassé de même ; surmonté d'un comble d'azur à l'étoile d'argent ; au deuxième de gueules au chevron d'or ; surmonté de trois trèfles en fasce d'argent, et en pointe d'un lion d'or ; bordure de gueules du tiers de l'écu, au signe des chevaliers posé en pointe. Livrées : rouge, blanc, jaune, verd, le verd en bordure seulement. |

## Sources
- A. Lievyns, Jean Maurice Verdot, Pierre Bégat, Fastes de la Légion-d'honneur, biographie de tous les décorés accompagnée de l'histoire législative et réglementaire de l'ordre, Tome 3, Bureau de l’administration, 1844, 529 p. (lire en ligne), p. 498.
- « Cote LH/2535/4 », base Léonore, ministère français de la Culture
- Vicomte Révérend, Armorial du premier empire, tome 4, Honoré Champion, libraire, Paris, 1897, p. 258-259.
- « La noblesse d’Empire » (consulté le 17 juin 2016)
- Léon Hennet, État militaire de France pour l’année 1793, Siège de la société, Paris, 1903, p. 313.